# سليمان الحميد
سليمان بن سعد بن عبد الرحمن الحميّد (ولد في الجبيل عام  1947م) وزير الشؤون الاجتماعية السعودي السابق. تولى المنصب بأمر ملكي في 8 ديسمبر 2014.

## الشهادات
- بكالوريوس: إدارة أعمال - تمويل - جامعة شمال كولورادو - الولايات المتحدة الأمريكية - يونيو 1972م بتقدير ممتاز مع مرتبة الشرف.[3]
- الماجستير: إدارة أعمال - تمويل - جامعة شمال كولورادو - الولايات المتحدة الأمريكية - مارس 1973م ، بتقدير ممتاز.[3]

## الحياة العملية
- عمل بالمؤسسة العامة للتأمينات الاجتماعية منذ التخرج عام 1393هـ.[3]
- محافظ المؤسسة العامة للتأمينات الاجتماعية.[3]
- عين عضواً في مجلس الشورى السعودي في 3/ 3/ 1434[4]هـ.
- يمثل المؤسسة العامة للتأمينات الاجتماعية في الشركة الوطنية للتأمين التعاوني ( رئيس مجلس الإدارة).[3]
- عضو سابق في مجلس إدارة: بنك الرياض، البنك السعودي للاستثمار، البنك السعودي الأمريكي، شركة أسمنت القصيم، شركة أسمنت الشرقية، المجموعة السعودية للأبحاث والتسويق، شركة المعيقيلة، الشركة السعودية للفنادق والمناطق السياحية، الشركة السعودية للخدمات الفندقية.[3]